# Kyawswa I
Cette page contient des caractères spéciaux ou non latins. S’ils s’affichent mal (▯, ?, etc.), consultez la page d’aide Unicode.
Kyawswa I de Pinya, ou Ngarsishin Kyawswa (birman ငါးစီးရှင် ကျော်စွာ, ŋázíʃɪ̀ɴ tɕɔ̀zwà ; vers 1299–1350) fut le troisième roi de Pinya, de 1343 à 1350. Il descendait de la dynastie de Pagan et de celle de Myinsaing et monta sur le trône après l'abdication de son demi-frère maternel Uzana I en 1343. Il essaya en vain de réunifier le centre de la Birmanie en attaquant sporadiquement le Royaume de Sagaing rival, gouverné par son cousin germain Kyaswa.
À la mort de Kyawswa I en 1350, son fils Kyawswa II lui succéda. Deux autres de ses fils furent rois à leur tour, Narathu (1359-1364) et Uzana II en 1364, au moment de la destruction du royaume.

## Origines
Kyawswa était parfait pour monter sur le trône. Par sa mère Mi Saw U, il était petit-fils de Narathihapati, dernier « vrai » roi de Pagan, et son père était Thihathu, représentant du nouveau pouvoir shan en Birmanie. Il était aux trois-quarts birman, mais fut probablement élevé comme un Shan à la cour de Pinya, dominée par les ministres et les militaires de cette ethnie.

## Maître de cinq éléphants blancs
Kyawswa se proclama Ngarsishin (Maître de cinq éléphants blancs), car il posséda cinq de ces animaux, symboles d'autorité royale, au cours de son règne. Son père Thihathu était aussi connu sous le nom de Tasishin (Maître de l'éléphant blanc) et son fils et successeur Kyawswa II sous celui de Laysishin (Maître de quatre éléphants blancs).